# Guardia di Hlinka
La Guardia di Hlinka (Hlinkova Garda, HG) fu un'organizzazione paramilitare slovacca di ispirazione fascista, nazionalista e antisemita attiva tra il 1938 ed il 1945, braccio armato del Partito Popolare Slovacco di Hlinka (Hlinkova slovenská ľudová strana, HSLS). La Guardia prendeva il nome da Andrej Hlinka (1864-1938), sacerdote cattolico e leader politico popolare, storico sostenitore dell'autonomia della Slovacchia contro il predominio ceco (suo lo slogan «La Slovacchia agli slovacchi») e dichiarato ammiratore del regime fascista di Mussolini.

## L'istituzione della Guardia di Hlinka
La HG iniziò a formarsi durante la crisi internazionale provocata dalla rivendicazione dei Sudeti da parte di Adolf Hitler, nell'estate del 1938. L'8 ottobre dello stesso anno, in seguito al riconoscimento dell'autonomia alla Slovacchia nell'ambito della Federazione cecoslovacca e una settimana dopo l'accoglimento delle richieste di Hitler alla Conferenza di Monaco, la Guardia fu ufficialmente istituita ed ebbe come primo comandante Karol Sidor (1901–53), che restò alla guida dell'organizzazione fino al marzo 1939. La HG, che prendeva a modello analoghe formazioni paramilitari dell'epoca come le SA tedesche, divenne così il braccio armato del Partito Popolare Slovacco di Hlinka, con mansioni di sicurezza interna. In base a un decreto promulgato il 29 ottobre, la Guardia fu inoltre riconosciuta come la sola organizzazione nazionale autorizzata a fornire addestramento paramilitare ai suoi membri, i quali furono dotati di uniformi nere con berretto a bustina ed adottarono il saluto nazista. Il motto ufficiale dei miliziani era Na stráž! (“In guardia!”). Composta da membri di diversa estrazione sociale (esponenti della classe media, contadini e operai non specializzati), la Guardia propugnava, sul piano teorico, un'ideologia politica che univa al fervore religioso cattolico e all'anelito alla giustizia sociale un radicale nazionalismo anticeco e un acceso antisemitismo.

## Le funzioni della Guardia nel regime di Tiso
Con la proclamazione dell'indipendenza della Slovacchia (marzo 1939) e l'istituzione del regime clerico-fascista e filotedesco di monsignor Jozef Tiso (1887–1947), le funzioni della Guardia, al cui comando si trovava ora Alexander Mach (1902–1980), che avrebbe mantenuto tale ruolo fino al 1944 (e che rivestì anche, nello Stato indipendente slovacco, l'incarico di ministro dell'Interno e di capo della polizia segreta), vennero precisate in una serie di decreti governativi. La HG, definita come formazione paramilitare dell'HSLS (di fatto il partito unico del regime di Tiso) e affiancata dalla Gioventù di Hlinka (un'organizzazione giovanile modellata sulle analoghe organizzazioni italiane e tedesche), aveva il compito di promuovere e diffondere l'amore per la patria, di fornire addestramento bellico ai suoi membri e di salvaguardare la sicurezza interna del Paese (incarichi, questi, che la ponevano in diretta concorrenza con l'esercito e la polizia slovacchi). All'interno della HG esisteva inoltre un'unità di élite, la Rodobrana (Difesa patriottica), ispirata all'omonima organizzazione nazionalista esistita dal 1923 al 1927, quando le autorità cecoslovacche ne avevano ordinato lo scioglimento.

## La seconda guerra mondiale e la fine dell'indipendenza slovacca
In seguito allo scoppio della seconda guerra mondiale, che vide la Slovacchia di Tiso alleata del Terzo Reich, l'estremismo filonazista di diversi suoi esponenti mise spesso la Guardia in urto con le componenti più moderate e conservatrici del regime clerico-fascista, al punto che «[Nel luglio 1940] veniva varata una legge tendente a denazificare la Guardia di Hlinka e a votarla "all'educazione secondo i principi cristiani dei patrioti consacrati alla nazione slovacca"». Truppe d'assalto della HG furono comunque addestrate in Germania in un campo delle SS, che assegnarono ai reparti slovacchi anche un consigliere militare. Nel 1942 la HG collaborò, inoltre, alla deportazione di israeliti slovacchi verso il lager nazista di Auschwitz e, anche in seguito, effettuò regolarmente rastrellamenti di ebrei per conto dei tedeschi. Tali deportazioni portarono anche alla confisca delle proprietà ebraiche, che furono in parte distribuite a singoli membri della Guardia. Dopo l'insurrezione antinazista slovacca dell'agosto 1944, la HG fu integrata nelle SS e unità speciali della Guardia furono impiegate in operazioni militari contro la guerriglia partigiana. Reparti della HG parteciparono infatti all'offensiva che, tra l'autunno del 1944 e l'inizio della primavera dell'anno successivo, consentì ai miliziani nazionalisti di riconquistare decine di villaggi e di borgate precedentemente occupati dai partigiani comunisti, infliggendo loro dure perdite. La storia della Guardia ebbe però presto fine quando, con l'invasione del Paese da parte delle truppe sovietiche nell'aprile 1945, lo Stato indipendente slovacco e il regime di Tiso cessarono di esistere.